# Faun-Ardèche Classic
Die Faun-Ardèche Classic (von 2013 bis 2017 Classic Sud Ardèche, bis 2012 Les Boucles du Sud Ardèche, auch Souvenir Francis Delpech) ist ein französisches Straßenradrennen.
Das Eintagesrennen wird seit 2001 im Département Ardèche ausgetragen, Start und Ziel befinden sich in Ruoms. Bis 2007 wurde der Wettbewerb als Rennen des nationalen Kalenders organisiert, seit 2008 gehörte er zur UCI Europe Tour, zunächst in der Kategorie 1.2, seit 2010 in der Kategorie 1.1. Im Jahr 2020 wurde der Wettbewerb Teil der UCI ProSeries.

## Sieger
| Jahr | Sieger                          | Zweiter               | Dritter                       |
| ---- | ------------------------------- | --------------------- | ----------------------------- |
| 2001 | Thomas Bernabeu                 | Philippe Gallo        | Christophe Igora              |
| 2002 | Tom Colas                       | Thomas Bernabeu       | Regis Decotte                 |
| 2003 | Hicham Menad                    | Dimitar Gospodinow    | Jean-François Laroche         |
| 2004 | Alexandr Sabalin                | Hubert Dupont         | Nicolas Dulac                 |
| 2005 | Fabien Fraissignes              | Jauhen Sobal          | Fabrice Billard               |
| 2006 | Jean-Christophe Péraud          | Ignatas Konovalovas   | Wassili Pawlowitsch Chatunzew |
| 2007 | Jewgeni Wladimirowitsch Sokolow | Rein Taaramäe         | Thomas Brigaud                |
| 2008 | Gatis Smukulis                  | Anthony Ravard        | Jonas Aaen Jørgensen          |
| 2009 | Freddy Bichot                   | Nicolas Jalabert      | Yann Huguet                   |
| 2010 | Christophe Riblon               | Pierrick Fédrigo      | Cyril Gautier                 |
| 2011 | Arthur Vichot                   | Thierry Hupond        | Cyril Gautier                 |
| 2012 | Rémi Pauriol                    | Arthur Vichot         | Ion Izagirre                  |
| 2013 | Mathieu Drujon                  | Rémi Pauriol          | Romain Bardet                 |
| 2014 | Florian Vachon                  | Michał Gołaś          | Philippe Gilbert              |
| 2015 | Eduardo Sepúlveda               | Julien Loubet         | Fabio Felline                 |
| 2016 | Petr Vakoč                      | Julien Simon          | Olivier Pardini               |
| 2017 | Mauro Finetto                   | Mattia Cattaneo       | Francesco Gavazzi             |
| 2018 | Romain Bardet                   | Maximilian Schachmann | Lilian Calmejane              |
| 2019 | Lilian Calmejane                | Valentin Madouas      | Odd Christian Eiking          |
| 2020 | Rémi Cavagna                    | Tanel Kangert         | Guillaume Martin              |
| 2021 | David Gaudu                     | Clément Champoussin   | Hugh Carthy                   |
| 2022 | Brandon McNulty                 | Mauri Vansevenant     | Sepp Kuss                     |
| 2023 | Julian Alaphilippe              | David Gaudu           | Mattias Skjelmose             |
| 2024 | Juan Ayuso                      | Romain Grégoire       | Mattias Skjelmose             |
| 2025 | Romain Grégoire                 | Marco Brenner         | Lorenzo Fortunato             |